# Prościejów
Prościejów (cz. Prostějovⓘ, wym. [ˈproscɛjof]; niem. Proßnitz in Mähren) – miasto w Czechach, na Morawach, w kraju ołomunieckim.
Położone jest w zachodniej części historycznej krainy Haná, w obrębie zapadliska Obniżenie Górnomorawskie, na wschód od Wyżyny Drahańskiej i na południowy wschód od Wyżyny Zabrzeskiej. Leży ok. 225 m n.p.m. Przez miasto przepływają rzeki Hloučela i Romže.
Według danych z 1 stycznia 2024, liczba mieszkańców miasta wynosi 43 563 osób (25. miejsce w kraju).

## Demografia
| Rok             | 1970   | 1980   | 1991   | 2001   | 2003   | 2021   | 2024   |
| --------------- | ------ | ------ | ------ | ------ | ------ | ------ | ------ |
| Liczba ludności | 42 862 | 48 505 | 50 074 | 48 159 | 47 374 | 43 381 | 43 563 |

Źródło: Czeski Urząd Statystyczny

## Historia
Pierwsza wzmianka o miejscowości pochodzi z 1141 roku. W połowie XIII w. była już znaną wsią targową. W tym czasie sprowadzono osadników z Niemiec, którzy w rejonie dzisiejszego placu T.G. Masaryka założyli nową osadę. W 1390 miasto otrzymało od Panów z Kravař przywilej corocznego targu. W czasie wojen husyckich obie strony dokonały w mieście spustoszeń, a w 1431 strawił je pożar. Po 1490 roku przez ponad 100 lat miastem władali Pernsteinowie. W 1495 zaczęto budować kamienne mury miejskie z czterema bramami oraz basztami. W latach 1521–1538 wystawiono renesansowy ratusz. Pod koniec XVI w. miasto stało się własnością Liechtensteinów, co pociągnęło za sobą jego stagnację. Tutaj w 1527 roku, w drukarni Kašpara Aorga, wydrukowano pierwszą książkę na Morawach. W czasie wojny trzydziestoletniej doszło do spustoszenia miasta. W 1697 wybuchł pożar, którego ofiarą padł ratusz, kościół i szkoła. Później zaczęła się barokowa przebudowa miasta. Około połowy XVII w. nastąpił rozwój przemysłu spożywczego, tekstylnego i odzieżowego, głównie dzięki miejscowym Żydom. W latach 60. XIX w. kolej połączyła miasto z Brnem i Ołomuńcem. Na przełomie XIX i XX w. powstało wiele budowli w stylu historyzmu i secesji. W latach 20., a zwłaszcza 30. XX w. dominującym stylem stał się funkcjonalizm.

## Zabytki
Do dziś zachowały się:
- zabytki świeckie:
  - baszta z XV w. oraz fragmenty murów obronnych,
  - renesansowy ratusz z XVI w., służący za muzeum,
  - barokowa kolumna morowa z figurą NMP z 1714 r.,
  - figura Panny Marie Karlovské,
  - Špalíček – dawne getto żydowskie,
  - pałac z neorenesansową dekoracją sgraffitową,
  - secesyjny Národní dům,
  - nowy ratusz z 1914 r. z wieżą o wysokości 66 m i zegarem,
  - Masarykova škola,
- kościoły:
  - kościół pw. Podwyższenia Krzyża św.,
  - dawny klasztor augustianów,
  - kościół husycki,
  - kościół pw. św. Piotra i Pawła,
  - kościół pw. św. Cyryla i Metodego.

## Znane osoby związane z miastem
W mieście urodzili się:
- Petra Cetkovská – tenisistka
- Milena Dvorská – aktorka
- Alois Fišárek – malarz
- Edmund Husserl – filozof
- Lukáš Krajíček – hokeista
- Oldřich Machač – hokeista
- Radek Meidl – hokeista
- Jakub Menšík – tenisista
- Paulina Porizkova (właściwie Pavlina Pořízková) – modelka i aktorka
- Matěj Rejsek – średniowieczny rzeźbiarz i budowniczy
- Martin Richter – hokeista
- Rudolf Vysloužil – wojskowy
- Otto Wichterle – chemik
- Jiří Wolker – poeta

## Gospodarka
W mieście rozwinął się przemysł odzieżowy, skórzany, maszynowy, hutniczy, materiałów budowlanych, spożywczy.

## Sport
- VK Prostějov – klub siatkarski kobiet.

## Galeria

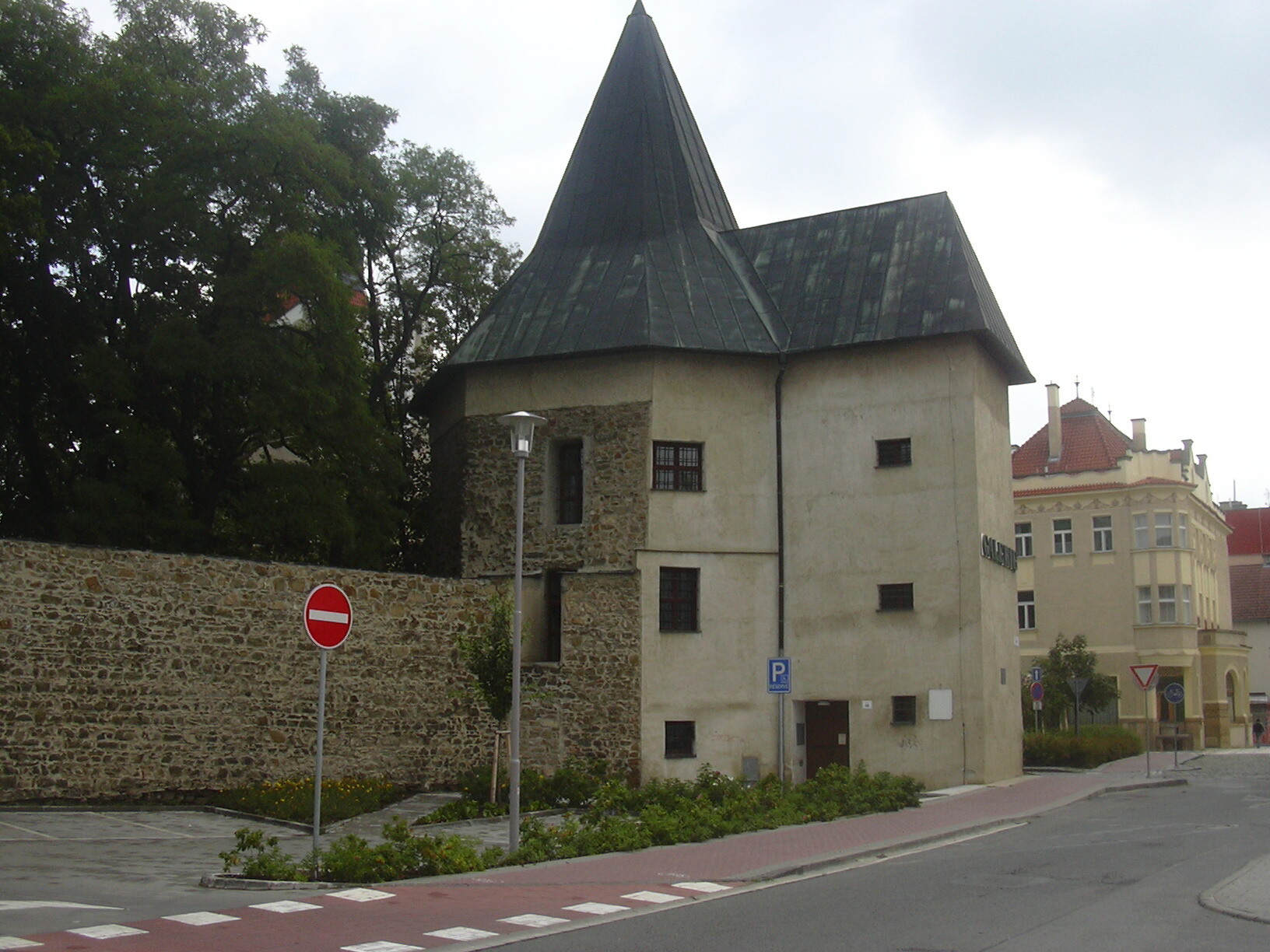
Baszta miejska
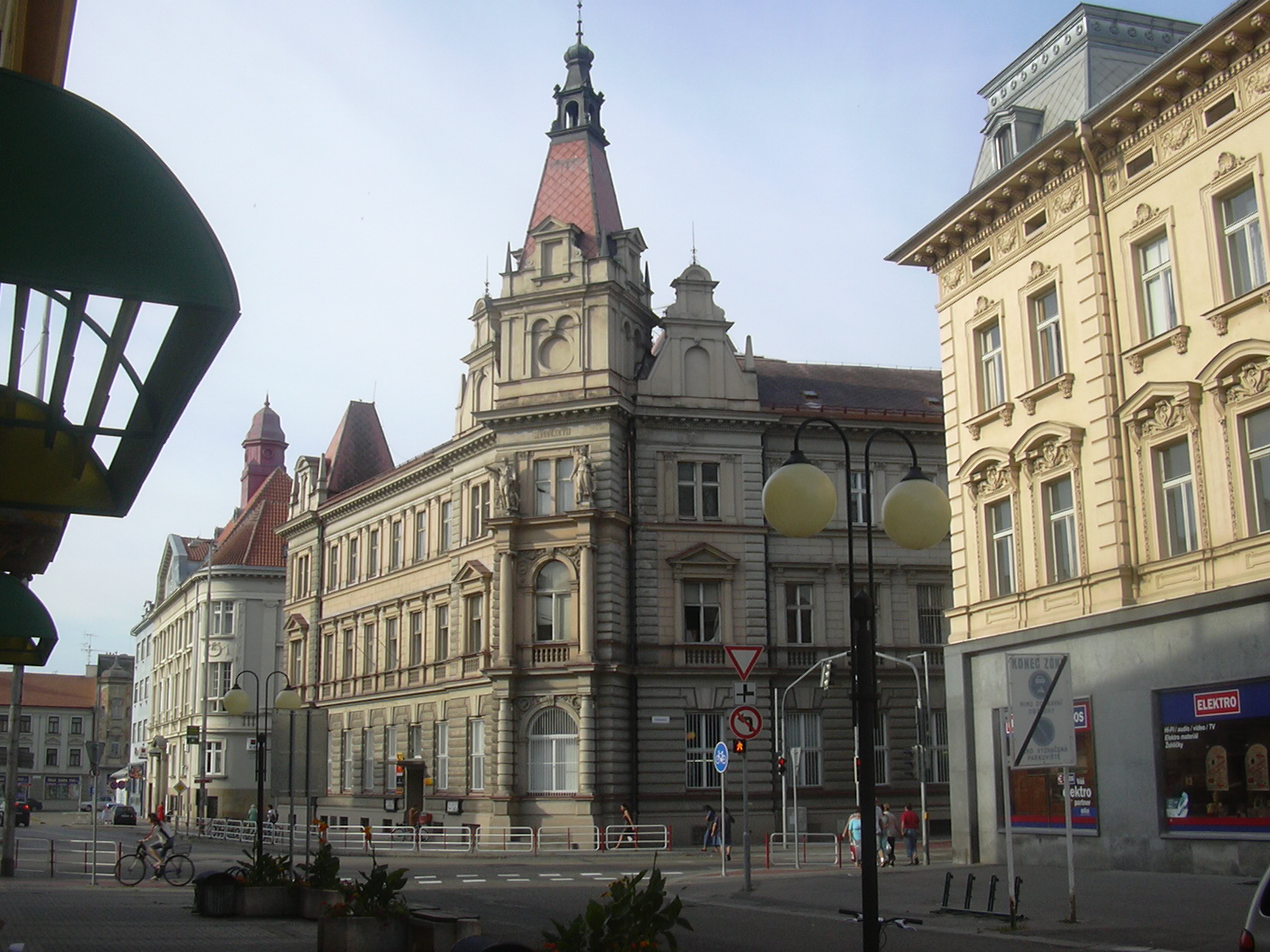
Poczta
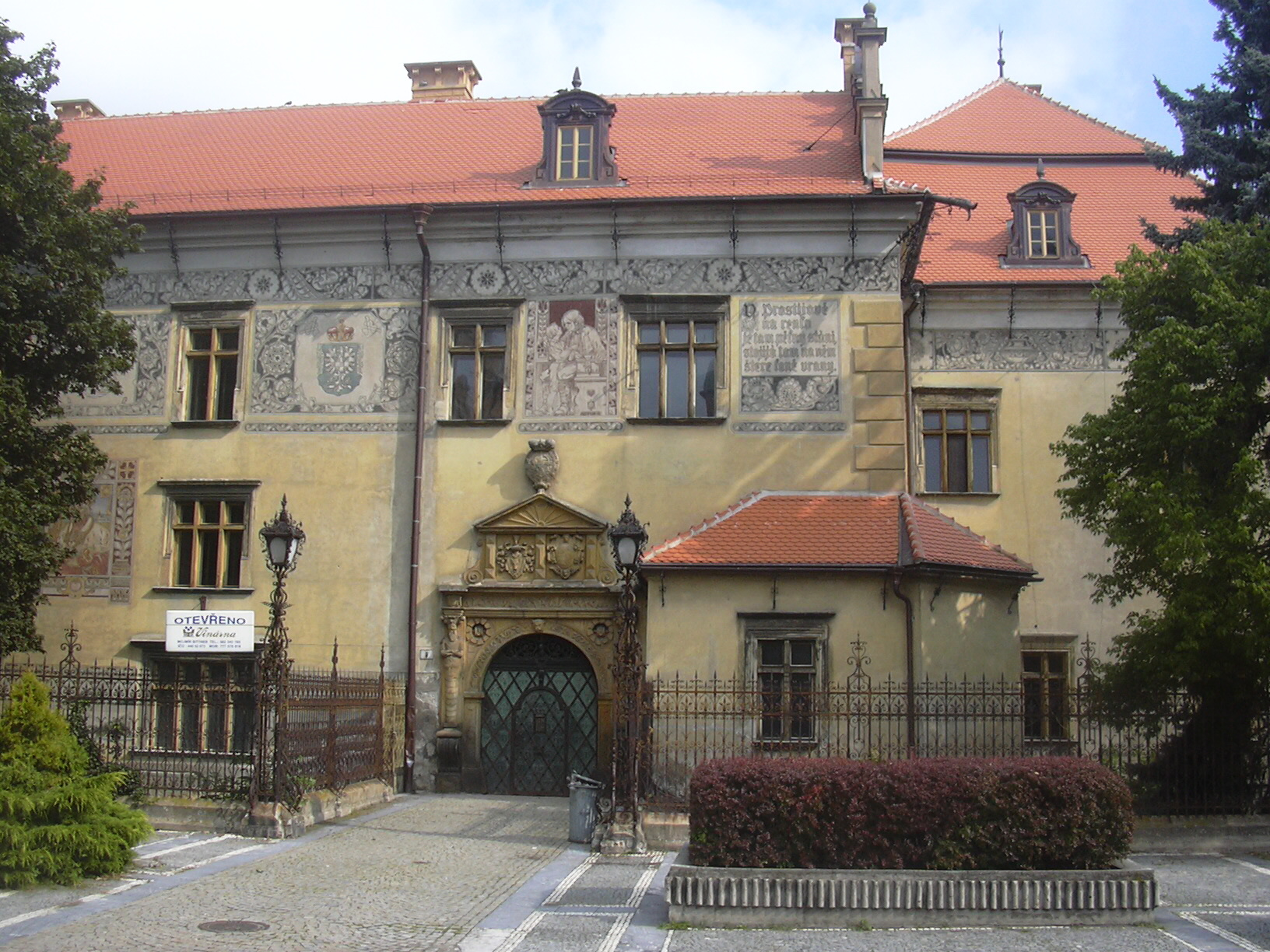
Zamek
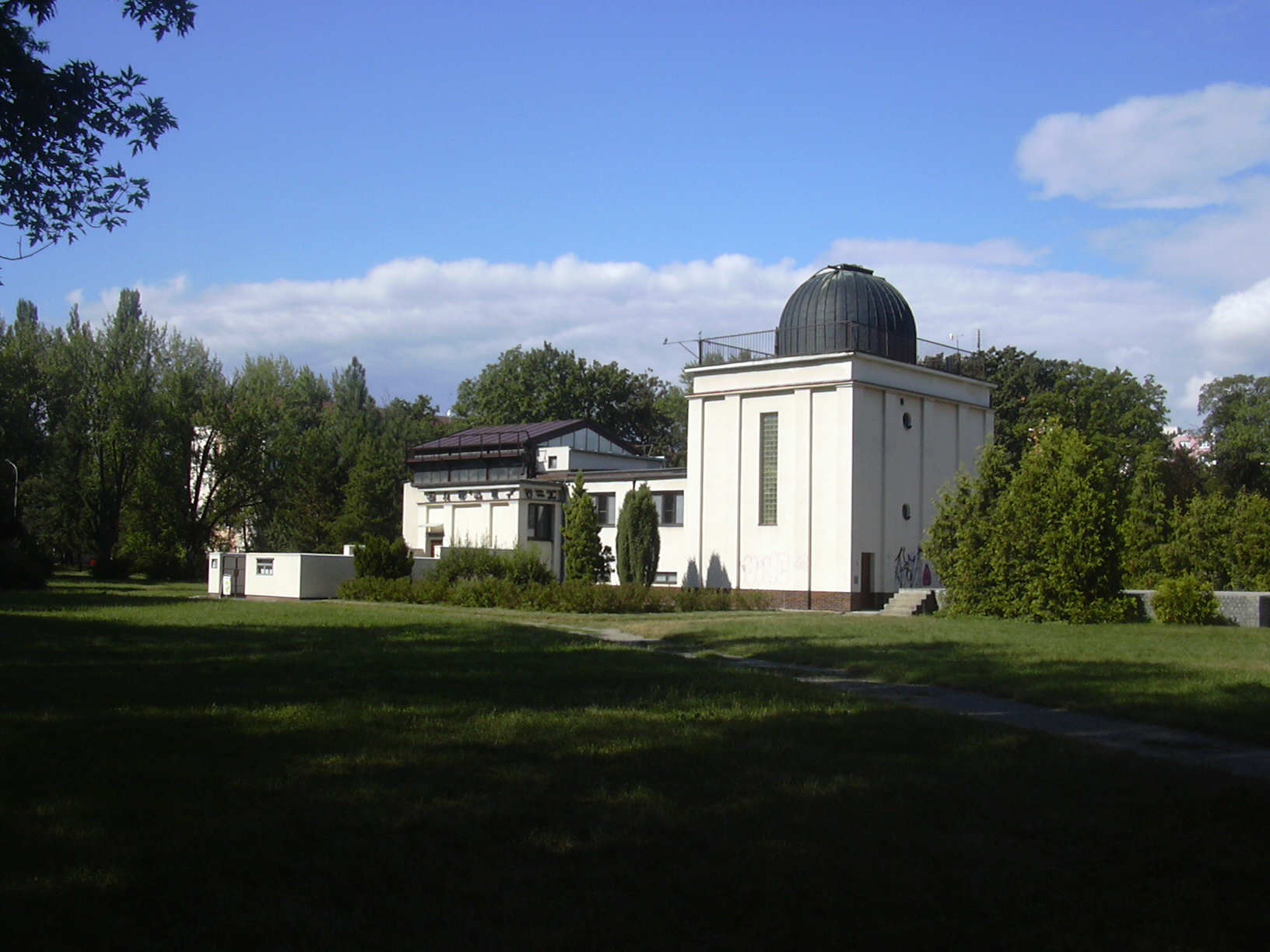
Obserwatorium astronomiczne

## Miasta partnerskie
- Środa Wielkopolska
- Borlänge